# Атанасије Атонски
Свети Атанасије Атонски (грч. Άγιος Αθανάσιος ο Αθωνίτης; 925 — 1000) био је византијски монах. Основао је Манастир Велику Лавру на Светој гори. Прије него што је постао монах био је ученик у школи ретора Атанасија у Цариграду, код којег је неко вријеме радио и као наставник. Замонашивши се, више година је провео као пустињак. На иницијативу Нићифора Фоке оснива Велику Лавру и постиже сјајне успјехе како у изградњи манастира, тако и у привлачењу монаха у њега. Он је увео киновијски систем на Свету гору, по којем монаси упражњавају послушање и живот у заједници, умјесто дотад преовладавајућег пустињаштва. Проглашен је за свеца након смрти око 1000. године, са празником 5. јула (18. јул по грегоријанском календару).

## Биографија
Живот Светог Атанасија Атонског може се подијелити на два периода: предмонашки и монашки.

### До замонашења
Свети Атанасије Атонски је рођен у Трапезунту око 925. године у богатој породици, а на крштењу му је дато име Аврам. Након што је рано остао сироче, усвојила га је и подигла једна монахиња. Млади Аврам је своју помајку опонашао у њеним монашким обичајима, у посту и молитви. Био је изврстан ученик, брзо надмашивши своје вршњаке у школи. Послије смрти помајке Аврам је одведен у Цариград на двор византијског цара Романа I Лакапина и дат је на науке код славног ретора Атанасија. Убрзо је достигао знање и умијеће свог учитеља, па му је повјерено да подучава млађе ученике. Будући да је сматрао да је прави живот онај који се проводи у посту и бдењу, Аврам је водио строг, аскетски живот. Спавао је мало, и то сједећи на столици, а храна су му били само хљеб и вода. Кад је учитељ Атанасије почео показивати завист према свом најбољем ученику, Аврам је напустио школу.
У то вријеме у Цариград је стигао Свети Михаило Малеин, игуман Манастира Киминас у Витинији. Аврам се сусрео са игуманом, описао му свој живот и изразио жељу да постане монах. Свети Михаило је уочио његову продуховљеност, заволио га и доста подучио по питању спасења. Током једног од њихових духовних разговора, игумана је посјетио његов рођак Нићифор Фока, тада војсковођа, а касније цар Византије. Аврамова духовност и дубокоумност су оставили снажан утисак на Нићифора, тако да га је отад читавог живота јако поштовао и волио. Аврам је изгарао од жеље да постане монах. Напустивши све отишао је у Манастир Киминас, гдје је пао пред игуманове ноге молећи да буде замонашен. Свети Михаило му је са радошћу удовољио, и Аврам је пострижен као монах Атанасије.

### У монаштву
Дугим постовима, бдењима и клечањем монах Атанасије је убрзо достигао такво монашко савршенство да га је игуман благословио допуштењем да настави са подвизавањем у тишини на једном усамљеном мјесту близу манастира. Касније је, напустивши Киминас, боравио на многим пустим и усамљеним мјестима, коначно дошавши до локалитета званог Мелана, на југоисточном рубу планине Атос. Ту се смјестио далеко од свих других монашких боравишта на Атосу. Направио је себи монашку ћелију и водио аскетски живот, напредујући из подвига у подвиг према све вишим монашким постигнућима. Свети Атанасије Атонски се сматра једним од главних представника исихастичке традиције на Светој гори.
Према житију Светог Атанасија, Ђаво је непрестано настојао да изазове мржњу у њему према мјесту гдје се настанио. Аскета је одлучио да издржи једну годину, а да онда крене одатле у правцу куда га Господ усмјери. Задњег дана на истеку тог рока, док се припремао за молитву, обасјала га је небеска свјетлост испуњавајући га неописивом радошћу, а из његових очију су лиле сузе блаженства. Свети Атанасије је тада задобио дар њежности, завољевши мјесто свог усамљеништва онолико колико га се прије гнушао.
У међувремену се војсковођа Нићифор Фока након многих војничких подвига сјетио свог завјета да постане монах. Заклињао је Атанасија да помоћу његовог новца изгради манастир, у којем је желио да настави живот након што се замонаши. Настојећи да избјегне бриге, Атанасије испрва није прихватио мрско му злато. Видећи, међутим, Нићифорову жарку жељу и добру намјеру, и препознајући у овоме Божју Вољу, прихватио се тог задатка. На локалитету Мелана, гдје је била његова пустињачка ћелија, 961. године почиње са изградњом манастира. Подигао је најприје велику цркву посвећену Светом Јовану Крститељу, а 963. и главну манастирску цркву посвећену Благовјестима Пресветој Богородици. Након тога су изграђене просторије за монахе са трпезаријом и конацима, и други неопходни објекти. Људи жељни монашког живота нагрнули су у Атанасијеву Лавру са свих страна – не само из Грчке већ и из других земаља, обични људи и достојанственици, пустињаци и игумани вољни да постану прости монаси под руководством Атанасија. Живот и рад у манастиру он је регулисао киновијским типиком који је саставио по моделу старих палестинских манастира. Нићифор Фока, од 963. византијски цар, није стигао да постане монах у Лаври – убијен је 969. године.
Све ове активности су изазвале снажно противљење већине пустињака на гори Атос. Они су оптужили Атанасија пред Фокиним насљедником Јованом I Цимискијем да квари карактер Атоса. Цар је одговорио хрисовуљом којом у потпуности подржава Атанасијев рад, а установио је и годишњу дотацију манастиру.
Број монаха се стално повећавао, и изграђивање манастира се настављало. Приликом изградње једне цркве, Атанасије се попео на њен врх са шест монаха да би надгледао радове. Изненада се под на којем су стајали провалио под њима, тако да су пропали кроз њега и били затрпани грађевним материјалом. Присутни су чули како Атанасије зазива Господа из рушевине: „Слава Теби, Боже! Господе Исусе Христе, помози ми!“ Уклонивши обрушени материјал, пронашли су га мртвог. Десило се то око 1000. године.
Атанасије је сахрањен у Цркви Светих Четрдесет Мученика, једној од 36 цркава Велике Лавре, и касније је признат за свеца. За празник му је одређен 5. јул (18. јул по грегоријанском календару). Велика Лавра, изворно посвећена Благовјестима Пресветој Богородици, у 15. вијеку је посвећена Светом Атанасију Атонском.

## Житије
Постоје два житија Светог Атанасија Атонског: старије, написано око 1025, и млађе, написано на почетку 12. вијека. Ово друго житије пружа важне информације о оснивању Манастира Велика Лавра. Саставио га је непознати монах из Лавре око сто година након свечеве смрти, што је омогућило да се у њега укључе многи детаљи о обичајима и условима у манастиру којих није било за вријеме Атанасија.
Старије житије је дуже и много реторичније. Сматрало се да је млађе житије настало као резултат поједностављивања старијег. По новијој теорији, оба су састављена на основу изгубљеног најстаријег житија, написаног недуго по свечевој смрти. Из сачуваних житија да се закључити да је монаштво на гори Атос било чврсто укоријењено и прије оснивања Велике Лавре. То оснивање представља прекретницу у начину монашког живота на Светој гори: Атанасијева промоција киновијског система у Лаври имала је за посљедицу да тај систем превлада над дотад доминантним пустињаштвом.